# Arsen
Arsenul este un element chimic semi-metalic, care are simbolul As și numărul atomic 33. El se află în grupa a V-A principala(15) și perioada a 4-a.

## Istoric
Numele grec "arsenicon" (în traducere "bărbat"), era atribuit în antichitate unor sulfuri de arsen și acidului arsenicos. Pentru prima dată, Platon și Strabon amintesc de existența și exploatarea arsenului din muntele Sandaracurgium – provincia Pont. Ca element, se pare că a fost preparat pentru prima dată de Albertus Magnus, în anul 1250, din auri-pigment și săpun, și apoi de Paracelsus prin sublimarea sandaracului cu coji de ou. Alchimiștii foloseau arsenul pentru albirea metalelor colorate ca fierul și cuprul. Acestea, frecate cu arseniu, primeau un luciu alb.
Date certe despre propagarea arsenului metalic provin de la Lèmery, care, în 1675, tratează sulfurile de arsen cu drojdie de vin și săpun moale, de la alchimiștii secolelor următoare, care fac studii sistematice asupra obținerii și proprietăților acestui element. Dintre aceștia, amintim: J. Scroeder (1694), H. Brand (1733) și J. Liebig (1842).
În paralel cu descoperirea proprietăților fizico-chimice ale arsenului, alchimiștii au descoperit și proprietățile biomedicale. Din arsenul alb s-au preparat puternice otrăvuri, care au făcut multe victime de-a lungul anilor. Se spune că Papa Pius al III-lea și Clement al XIV-lea au fost otrăviți cu "aqua Toffana di Napoli" preparată din arseniu, iar despre Napoleon Bonaparte că ar fi fost asasinat pe insula Sf. Elena prin adaos regulat de arseniu în hrană de către un trimis al regelui Ludovic al XVIII-lea. Mult mai târziu, la sfârșitul secolului XIX și începutul secolului trecut, s-a descoperit și efectul benefic al arsenului. Era anul 1909 când P. Ehrlich descoperă salvarsanul și proprietatea lui de a vindeca sifilisul.

## Alotropie
Arsenul prezintă două forme alotropice: arsenul cenușiu sau metalic, stabil în stare solidă la orice temperatură și arsenul galben, instabil. Arsenul cenușiu sau metalic formează cristale hexagonale, argintii, lucioase, ușor casabile, insolubile în apă, CS2 sau alte tipuri de solvenți. Încălzit în absența aerului, la presiune normală, sublimează la 633 °C, iar sub presiune de 76 atm, se topește la 817 °C. Vaporii de arsen au o culoare galbenă, miros de usturoi, sunt foarte toxici și alcătuiți din molecule tetratomice As4, cu structură tetraedrică, ca și P4. Peste 1325 °C, As4 disociază în As2, iar peste 1700 °C în atomi.
Arsenul galben se obține prin condensarea bruscă, în aer lichid, a vaporilor; este solubil în sulfură de carbon (CS2), d=1,97, puțin stabil, transformându-se ireversibil în arsenul cenușiu.

## Proprietăți chimice
Arsenul formează cu metalele alcaline și alcalino-pământoase arseniuri ionice și nu reacționează deloc cu hidrogenul, întrucât în seria electrochimică se situează între acesta și cupru și are potențial normal pozitiv. Structura electronică s2p3 a stratului de valență dictează comportamentul chimic al arsenului. Conform acestei structuri, acesta poate forma ioni +/-3, +5 dar și alți ioni cu stări de oxidare intermediară în unele cazuri.
Față de sărurile aurului, cuprului și platinei, arsenul metalic acționează ca un reducător, aducându-le în stare elementară, pentru ca în faza a doua a reacției să formeze arseniuri (Cu2As, Au2As, PtAs2).
Se cunosc compuși ai arsenului și cu unele elemente din grupa a IV-a (SiAs, SiAs2, GeAs, GeAs2) și din grupa a III-a principală (AlAs, GaAs). Cu carbonul și cu borul nu se combină. În schimb, cu metalele alcalino-pământoase și alcaline, elemente puternic electropozitive, arsenul reacționează cu ușurință, formând arseniuri. Arseniurile se pot obține prin topirea componenților, prin trecerea topiturii sau vaporilor de arsen peste metale, dar toate se pot obține și prin aluminotermie sau prin reducerea trioxidului de arsen și a clorurii metalului cu hipofosfit de sodiu (NaH3PO2). Cu metalele grele și din grupele secundare, arsenul formează combinații intermetalice, ce împrumută structura spațială a sulfurilor: arseniura de Ni este similară cu FeS, PtAs2, FeS2,iar FeS2 are rețeaua ortorombică a marcasitei FeS2. Arsenul intră în structura unor minerale și alături de sulf ca în cazul mispichelului FeAsS, a cobaltinei CoAsS etc.

## Utilizare și importanță
Arsenul folosit ca element de aliere mărește duritatea aliajelor. Este suficient ca în aur, argint și metalele platinice să se găsească arsen în proporție de 1 la 1000 pentru ca acestea să-și piardă complet maleabilitatea și să devină casante. Plumbul folosit la alicele de vânătoare conține până la 2% As, dar datorită rămânerii acestora în natură, arsenul se transformă în trioxid de arsen, a cărui toxicitate pentru organismele vii este bine cunoscută. Adăugat în cupru în proporție de 0,25%, îi ridică temperatura de înmuiere și îi mărește rezistența anticorozivă. Arsenul este folosit cu mare succes și în electronică, datorită proprietăților semiconductoare și fotoconductoare, similare siliciului și germaniului. În pirotehnie, se folosește pentru producerea focurilor albe (cel indian). Trisulfura de arsen este pigmentul vopselei de ulei numite galben regal. Aceasta se mai folosește în tăbăcărie și pentru ignifugarea lemnului. O soluție benzenică a arsenatului de plumb a fost prima substanță chimică utilizată în terapia cancerului.
Nici un zăcământ de minereuri metalice nu a fost sau nu este exploatat exclusiv pentru arsen; de regulă arsenul se obține ca subprodus, crescând valoarea economică a diferitelor tipuri de mineralizați în care se găsește. De altfel, toxicitatea sa mare a condus în nenumărate situații la necesitatea folosirii de înlocuitori, fapt ce a condus mai departe la scăderea cererii sale pe piața mondială.